# Kreuzberg 61

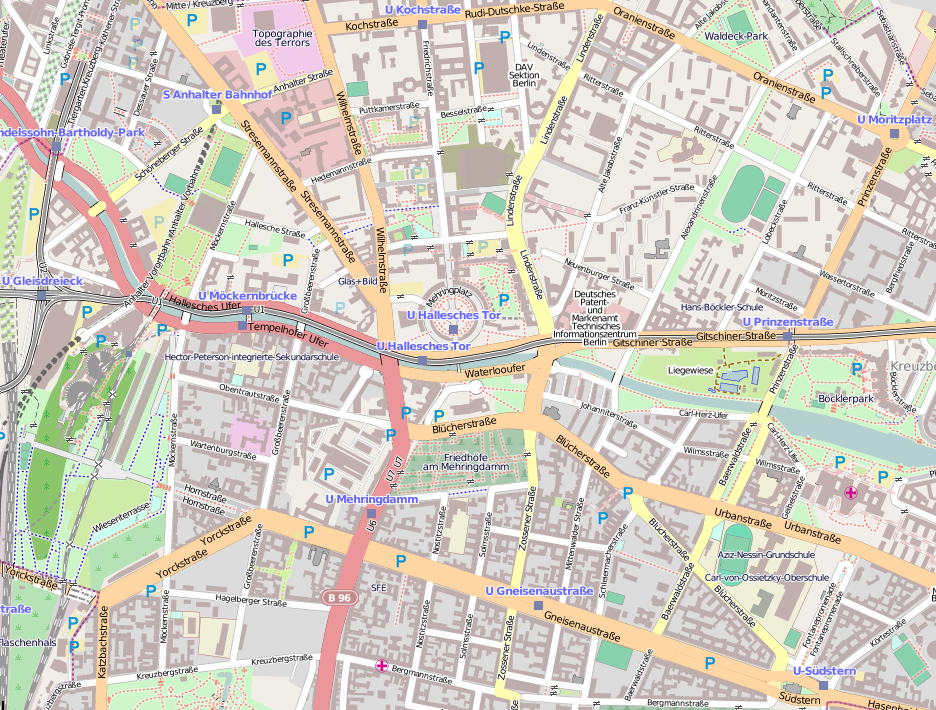
Karte von Kreuzberg 61 (ohne Grenzen, ohne südliche und östliche Randbereiche)

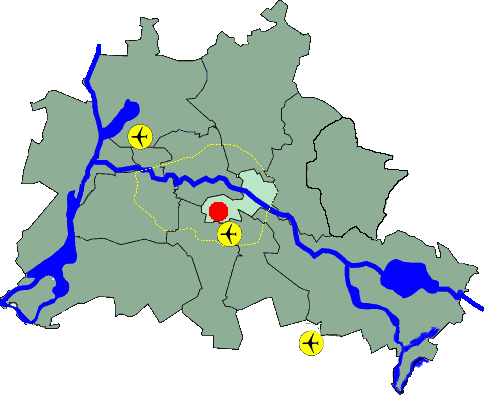
Lage von Kreuzberg 61 in Berlin

Kreuzberg 61 ist die umgangssprachliche Bezeichnung für den größeren (westlich gelegenen) Teil des Berliner Ortsteils Kreuzberg, im Gegensatz zum kleineren (östlich gelegenen) Kreuzberg 36. Kreuzberg 61 gilt als bürgerlich und künstlerisch-intellektuell.
Die Bezeichnung Kreuzberg 61 stammt daher, dass bis 1993, als in Deutschland die fünfstelligen Postleitzahlen eingeführt wurden, dieser Teil Berlins der Postzustellbezirk 1000 Berlin 61 war. Die Zahl ‚61‘ wurde seit 1962 für das ältere SW 61 (‚Südwest‘, siehe Postämter in West-Berlin vor 1962) und SW 29 verwendet. Im Gegensatz zur noch heute gebräuchlichen Bezeichnung SO 36 für den östlichen Teil Kreuzbergs, wurde SW 61 – wie auch die meisten anderen Berliner Zustellbezeichnungen – schon recht bald nach Einführung der rein numerischen Nachfolger auch umgangssprachlich kaum noch verwendet. Stattdessen sagt man oft noch Kreuzberg 61 oder kurz 61.
Der spätere Zustellbezirk 1000 Berlin 61 setzte sich im Gegensatz zu SO 36, das fast identisch mit dem vorherigen Berlin S.O. und dem späteren 1000 Berlin 36 war, aus mehreren älteren Zustellbezirken zusammen, so zum Beispiel aus SW 11, SW 68, SW 47 oder S 42, wobei die Grenze zwischen den Grobeinteilungen S. und S.W. etwa entlang der Linie Alexandrinen-, Schleiermacher- und Golßener Straße verlief.
Das ehemalige Kreuzberg 61 ist heute noch an den Zustellbezirksnummern 10961–10969 zu erkennen.
Ein älterer Name für dieses Gebiet ist Tempelhofer Vorstadt bzw. Tempelhofer Revier – diese wurde 1861 nach Berlin eingemeindet und bildete bis 1920 einen eigenen Stadtteil. Die Gebiete sind zum großen Teil identisch, jedoch bildete der Landwehrkanal die nördliche Grenze der Tempelhofer Vorstadt, wohingegen Kreuzberg 61 auch darüber hinaus reicht.

## Liste der Postämter in BerlinS., S.O. und S.W.
Die folgende Liste entspricht dem Stadtplan von 1932. Eine komplette Liste findet sich unter Berliner Postbezirke zwischen 1862 und 1920 und Postgeschichte und Briefmarken Berlins.
- SW 61 – Tempelhofer Ufer
- SW 29 – Marheinekeplatz
- SW 11 – Anhalter Bahnhof
- SW 68 – Linden- Ecke Ritterstraße
- SW 48 – Friedrichstraße (in Höhe Hedemannstraße)
- SW 19 – Kommandanten- Ecke Beuthstraße
- SW 47 – Kreuzberg- Ecke Katzbachstraße (Plan von 1954)
- S 42 0 – Ritterstraße westlich des Landwehrkanals
- S 14 0 – Dresdener- Ecke Alexandrinenstraße (Mitte)
- S 59 0 – Böckhstraße
- S 61 0 – Graefestraße
- SO 16 – Köpenicker Straße Ecke Michaelkirchstraße (Mitte)
- SO 36 – Skalitzer Straße

## Veranstaltungen
Seit 1994 findet in der westlichen Hälfte der Bergmannstraße alljährlich im Juni das Straßenfest Kreuzberg jazzt! statt. Dies ist mit über 300.000 Besuchern, drei Musik-Bühnen mit über 50 Bands, einer Theaterbühne mit Kiez-Modenschau und der gleichzeitigen Veranstaltung Kreuzberg kocht! am Chamissoplatz, bei der Spitzenköche kulinarische Proben anbieten, eines der bedeutendsten Feste des Bezirks und eines der größten Jazzereignisse Berlins.
Seit 1996 findet in Kreuzberg jeweils um das Pfingstwochenende der Karneval der Kulturen statt. Seit vielen Jahren verläuft seine Strecke durch das Herz von Kreuzberg 61 – vom Hermannplatz über den Südstern zum Mehringdamm.

## Institutionen und Organisationen im Ortsteil
- Amerika-Gedenkbibliothek
- Arbeitsgemeinschaft Literarischer Gesellschaften und Gedenkstätten
- Berlinische Galerie
- English Theatre Berlin
- Hebbel am Ufer (Abkürzung: HAU, Theater)
- Internationaler Franz Fühmann Freundeskreis[2]
- Jüdisches Museum Berlin
- Kurt-Mühlenhaupt-Museum[3]
- Lettrétage
- Mieterrat Chamissokiez e. V.
- Willy-Brandt-Haus (Bundeszentrale der SPD) / SPD Kreuzberg 61